# Bas-relief de Karabel
Le bas-relief hittite de Karabel est situé, en Turquie, sur le col du même nom entre Torbalı et Kemalpaşa, à environ 25 km à l'est d'Izmir et à 8 km au sud-est de Kemalpaşa. Ce col permet de passer la vallée du Gediz (Hermos dans l'Antiquité) à celle du Küçük Menderes (Caystre dans l'Antiquité).

## Localisation

Plan des reliefs de Karabel d'après

Jusqu'au renouvellement de la route du col entre 1977 et 1982, le site se composait de quatre parties, deux bas-reliefs (Karabel A et B) et deux inscriptions (Karabel C1 et C2 ).  À l'exception de Karabel A, les autres parties ont été détruites. Le relief Karabel A, d'une dimension de 1,5 x 2,5 mètres, montre un homme en armes marchant vers la droite tenant un arc dans sa main droite et une lance dans sa main gauche. Au-dessus du bras gauche, se trouvent des hiéroglyphes louvites en bas-relief. En mars 2019, notamment, le monument a été vandalisé, la partie inférieure du bas-relief a été particulièrement endommagée.   

## Historique de la recherche

### Dans l'Antiquité

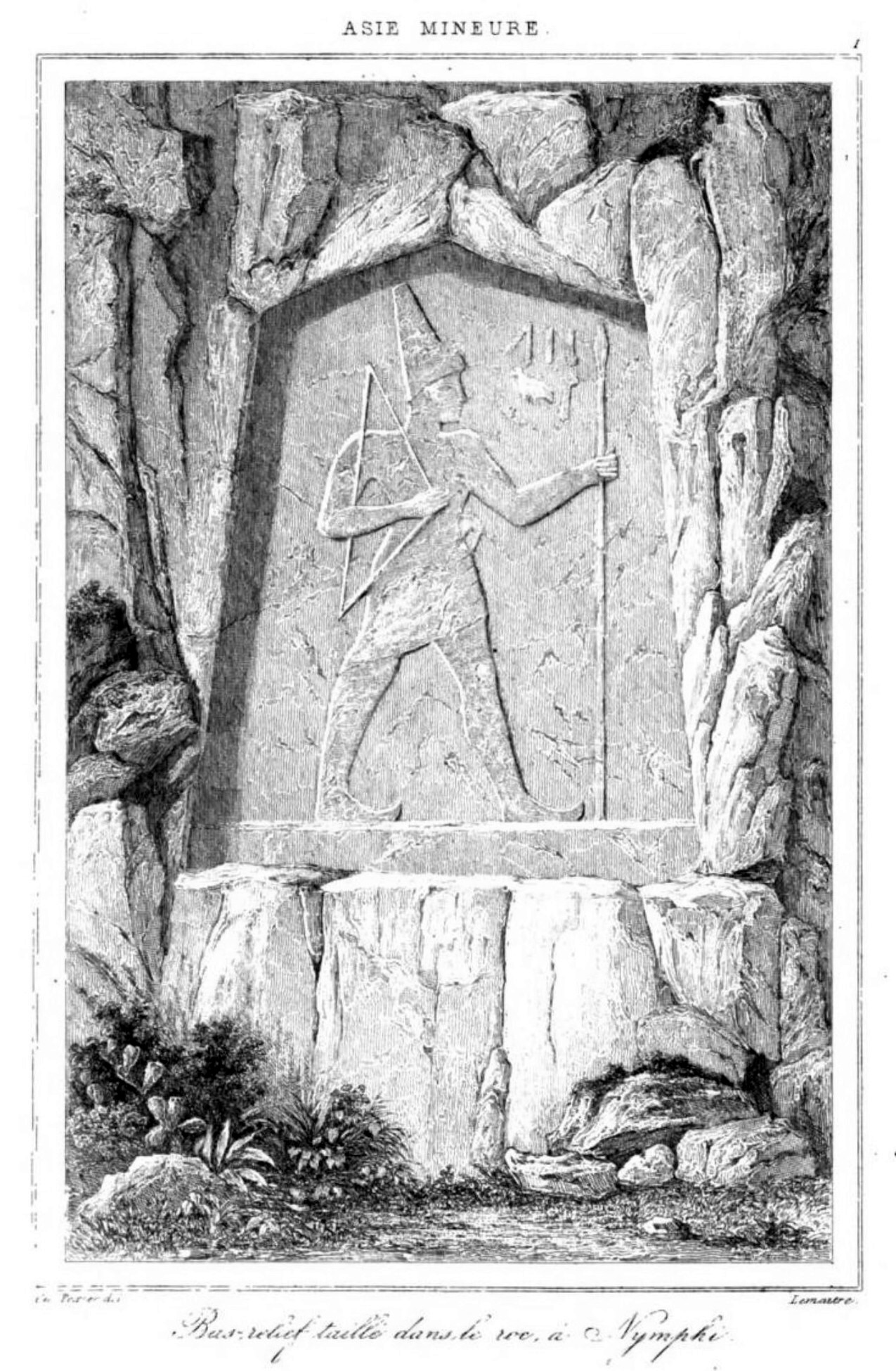
Dessin de Charles Texier

Hérodote relate, dans son deuxième livre, les coutumes du peuple égyptien et des gestes des pharaons,
parmi lesquels, le pharaon Sesostris joue un rôle proéminent.
Selon Hérodote, ce roi a entrepris de vastes conquêtes, laissant derrière lui des monuments de victoire
dans des pays lointains, comme en Anatolie occidentale sur la route de Sardes à Smyrne 
(aujourd'hui Izmir). Hérodote décrit le monument ainsi comme étant une représentation du pharaon égyptien
Sesostris :

« On voit aussi vers l'Ionie deux figures de ce prince taillées dans le roc : l'une, sur le chemin qui conduit d'Éphèse à Phocée ; l'autre, sur celui de Sardes à Smyrne. Elles représentent, l'une et l'autre, un homme de cinq palmes de haut, tenant de la main droite un javelot, et de la gauche un arc : le reste de son armure est pareillement égyptien et éthiopien. On a gravé sur la poitrine, d'une épaule à l'autre, une inscription en caractères égyptiens et sacrés, conçue en ces termes : «J'ai conquis ce pays par la force de mon bras.» Sésostris ne dit pas pourtant ici ni qui il est, ni de quel pays il est ; il l'a indiqué ailleurs. Quelques-uns de ceux qui ont examiné cette figure conjecturent qu'elle représente Memnon ; mais ils sont fort éloignés de la vérité (Hérodote, Livre II, 106) »

Ce passage montre, entre autres, que dès le temps d'Hérodote, pater historiae (Père de l'Histoire) selon Cicéron, la civilisation hittite avant déjà été oubliée et la présence de hiéroglyphes suffisait pour attribuer des vestiges à la civilisation égyptienne.

### Époque moderne
Charles Texier visita le relief en 1839 mais ne publia un dessin que vingt ans plus tard, en 1862. Le monument était déjà connu puisque par l'intermédiaire de Alexander von Humboldt, un dessin du monument était transmis à Karl Richard Lepsius, dont il fit le compte rendu en 1840 à Berlin. Ces deux savants adhéraient à l'interprétation d'Hérodote et à l'origine égyptienne du monument. Heinrich Kiepert a été le premier à proposer une autre interprétation en 1843, en comparant Karabel aux reliefs de Yazılıkaya, à côté de Boğazkale.

## Interprétation
Selon les dernières découvertes, le relief représente Tarkašnawa, le roi du royaume de  Mira de l'époque de l'Empire hittite (XIIe siècle av. J.-C.). Dans un article publié en 1998, John David Hawkins translittère l'inscription en hiéroglyphes ainsi :

Dessin de Karabel d'après les publications de et

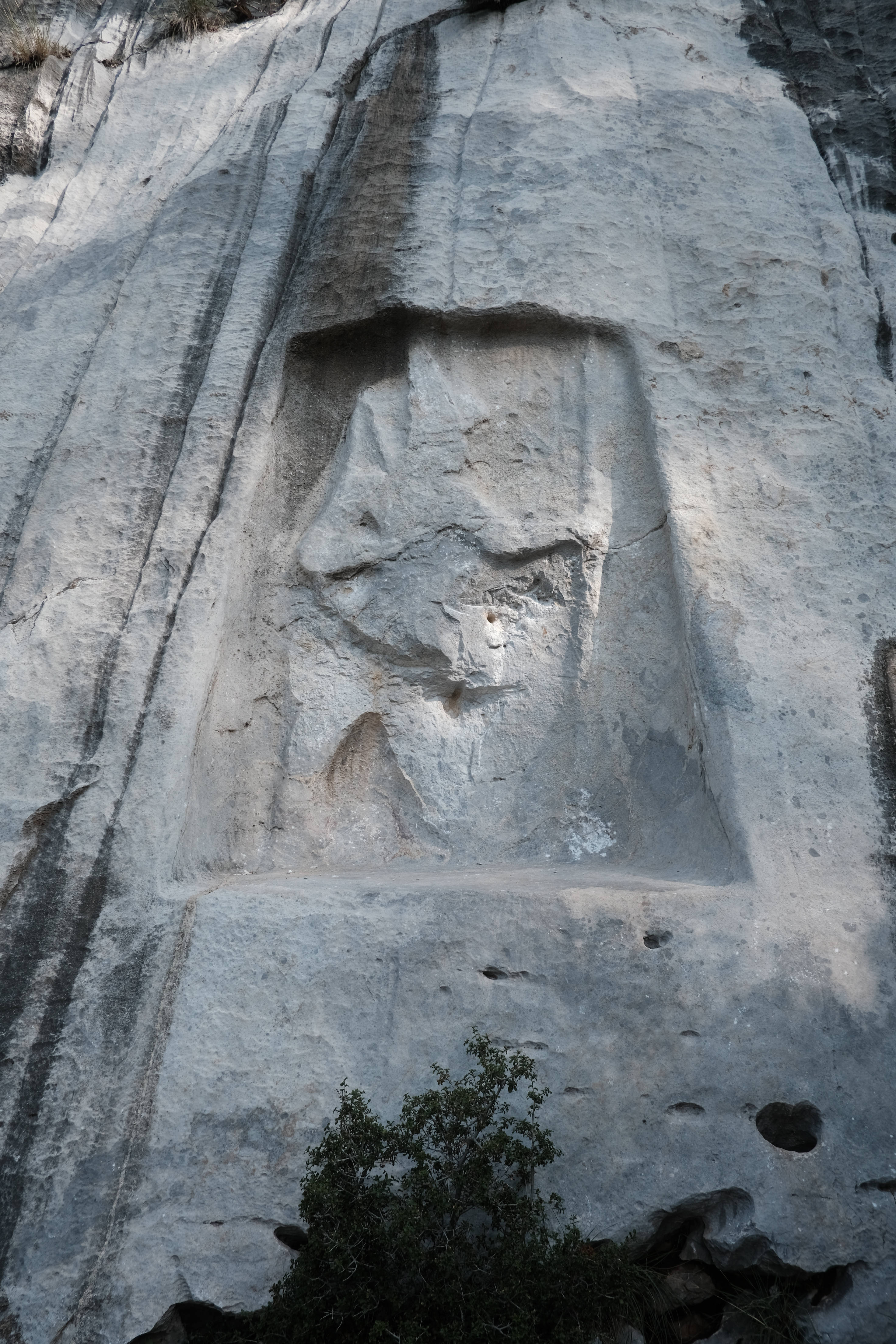
Bas-relief du roi du, Tarkašnawa, après les dommages de 2019

1. (sinistroverse) REX TARKASNA-wa/i REX mi+ra/i-a

2. (dextroverse) AVISx-li? REX mi+ra/i-a REGIO [INFANS]

3. (sinistroverse) [... ]x REX mi+ra/i-a REGIO NEPOS
John David Hawkins traduit ainsi l'inscription  :
(1) (King) Tarkasnawa, king of <the land> Mira,

(2) [son] of BIRD-li(?), king of the land Mira,

(3) grandson of [ ... ], king of the land Mira.
À sa suite, on peut traduire l'inscription ainsi en français :
(1) (Roi) Tarkasnawa, roi [du royaume de] Mira

(2) [Fils] de BIRD-li(?), roi du royaume de Mira

(3) Petis-fils de [ ... ], roi du royaume de Mira
Toujours d'après J. D. Hawkins, le sceau en argent appelé Tarkondemos vient de Tarkašnawa ainsi que d'autres empreintes de sceaux trouvées dans la capitale hittite Ḫattuša